# Controcorrente (film 1951)
Controcorrente (Tweet Tweet Tweety) è un film del 1951 diretto da Friz Freleng. È un cortometraggio d'animazione della serie Looney Tunes, distribuito negli Stati Uniti il 15 dicembre 1951. Dagli anni ottanta viene distribuito col titolo È proibita la caccia.

## Trama
Silvestro si trova nel parco nazionale di Yellowstone e, sentendo il cinguettio degli uccelli, si arrampica su un albero fino al nido di Titti, nonostante gli avvertimenti del ranger. Vi trova però un uovo non ancora schiuso, così si mette a covarlo. Appena nato, Titti decide di colpire il gatto nel sedere con uno spillo per farlo scendere. Silvestro poi insegue Titti sull'albero alberi finché il canarino non lo fa cadere segando un ramo. Dopo un paio tentativi falliti di raggiungere Titti, Silvestro approfitta del fatto che il canarino è appollaiato su un ceppo per farsi fotografare e, travestitosi da fotografo, gli si avvicina ed esce dall'obiettivo della fotocamera e tenta di mangiarlo; viene però colto dal ranger, che gli fa sputare Titti e lo picchia. Successivamente Titti si nasconde nel geyser Old Faithful, che erutterebbe esattamente quando l'orologio a terra segna mezzogiorno. Dopo che Silvestro entra a sua volta, Titti salta fuori e porta l'orologio sulle 12:00, facendo eruttare il geyser con Silvestro sopra. Titti poi salta su un tronco e inizia a remare lungo un fiume, con Silvestro alle sue spalle su una barca a remi. Tuttavia, c'è una cascata più avanti; Titti salta a terra, ma Silvestro scende la cascata e cerca disperatamente di remare verso l'alto una volta che si rende conto di dove si trova. Titti si offre di aiutarlo attivando il controllo di emergenza, così Silvestro, non ancora risalito, cade di sotto.

## Distribuzione

### Edizione italiana
Il corto fu distribuito in Italia il 5 dicembre 1961 nel programma Silvestro contro Gonzales, in inglese sottotitolato. Fu doppiato per la prima volta negli anni sessanta dalla S.A.S. per la trasmissione televisiva. Il corto fu poi ridoppiato dalla Sinc Cinematografica nel 1974 in occasione di una riedizione di Silvestro contro Gonzales; in tale occasione non fu doppiata la canzone di Titti. Nel 2000, per l'inclusione nella VHS Titti: Casa dolce casa, il corto fu ridoppiato dalla Time Out Cin.ca sotto la direzione di Massimo Giuliani.

### Edizioni home video

#### VHS
America del Nord
- Sylvester and Tweety: The Best Yeows of Our Lives (12 agosto 1992)

Italia
- Silvestro contro Gonzales, 1ª parte (1985)[7]
- Titti: Casa dolce casa (maggio 2000)

#### DVD
Il corto fu pubblicato in DVD-Video in America del Nord nel terzo disco della raccolta Looney Tunes Golden Collection: Volume 2 (intitolato Tweety and Sylvester and Friends) distribuita il 2 novembre 2004, dove è visibile anche con la sola colonna internazionale; il DVD fu pubblicato in Italia il 16 marzo 2005 nella collana Looney Tunes Collection, col titolo Titti e Silvestro. In America del Nord fu inserito anche nel primo disco della raccolta DVD Looney Tunes Spotlight Collection Volume 2, uscita il 2 novembre 2004. In Italia fu invece incluso nel DVD Il tuo simpatico amico Tweety uscito il 9 settembre 2009 e, nella versione non restaurata, nel DVD Tweety: Casa dolce casa uscito il 23 giugno 2010. Fu infine incluso nel DVD Tweety & Silvestro della collana Looney Tunes Super Stars, uscito in America del Nord il 30 novembre 2010 e in Italia l'8 dicembre.